# Tharra villicaris
Tharra villicaris är en insektsart som beskrevs av Nielson 1975. Tharra villicaris ingår i släktet Tharra och familjen dvärgstritar. Inga underarter finns listade i Catalogue of Life.